# 氟硼酸铵
氟硼酸铵是一种无机化合物，化学式为NH4BF4。

## 制备
氟硼酸铵可以由硼酸和氟化铵在硫酸中反应得到。氨和氟硼酸反应，也能生成氟硼酸铵。
{\displaystyle {\ce {NH3 + HBF4 -> NH4BF4}}}